# Clásico Ignacio e Ignacio F. Correas
El Clásico Ignacio e Ignacio F. Correas es una carrera clásica para yeguas fondistas que se disputa en el Hipódromo Argentino de Palermo, sobre 2500 metros de pista de arena y convoca exclusivamente a hembras de 4 años y más edad, a peso por edad. Está catalogado como un certamen de Grupo 2 en la escala internacional. Hasta el año 2004 inclusive, esta prueba llevó el rótulo de Gran Premio y una graduación de Grupo 1 en la escala internacional.
Se disputa regularmente en el segundo semestre del calendario hípico y lleva su nombre en homenaje a los criadores Ignacio e Ignacio F. Correas<ref>, propietarios del reconocido Haras Las Ortigas.

## Últimas ganadoras del Correas
| Año  | Ganadora         | País | Jockey                       | País | Padre              | País | Madre           | País | Criador                     | Caballeriza           | Colores            |
| ---- | ---------------- | ---- | ---------------------------- | ---- | ------------------ | ---- | --------------- | ---- | --------------------------- | --------------------- | ------------------ |
| 2019 | Moon Of The City |      | Adrián Maximiliano Giannetti |      | City Banker        |      | Lady Of Moyvore |      | José María Nelson           | Comalal               | Horse racing silks |
| 2018 | La Limeñita      |      | Adrián Maximiliano Giannetti |      | E Dubai            |      | Lima de Veras   |      | Oswaldo Salas Aviles        | Tres Marías           | Horse racing silks |
| 2017 | La Extraña Dama  |      | Eduardo Ortega Pavón         |      | Catcher In The Rye |      | Toda Una Dama   |      | Haras de La Pomme           | La Pomme              | Horse racing silks |
| 2016 | Juilliard        |      | Eduardo Ortega Pavón         |      | Not For Sale       |      | La Sorbonne     |      | Haras de La Pomme           | La Pomme              | Horse racing silks |
| 2015 | Suska            |      | Juan Carlos Noriega          |      | Exchange Rate      |      | Summer Scent    |      | Haras La Leyenda de Areco   | La Leyenda            | Horse racing silks |
| 2014 | Socióloga Inc    |      | Francisco Gonçalves          |      | Include            |      | Stormy Sober    |      | Haras La Biznaga            | La Biznaga            | Horse racing silks |
| 2013 | Candy Marie      |      | Rodrigo Blanco               |      | Pure Prize         |      | Candy of Mine   |      | Haras Santa María de Araras | Santa María de Araras | Horse racing silks |
| 2012 | Malibu Queen     |      | Juan Carlos Noriega          |      | Bernstein          |      | Malinche        |      | Haras Santa María de Araras | Santa María de Araras | Horse racing silks |
| 2011 | Doña Letra       |      | Julio César Méndez           |      | Val Royal          |      | Doña Polenta    |      | Haras San Benito            | San Benito            | Horse racing silks |
| 2010 | She Glows        |      | Juan Carlos Noriega          |      | Luhuk              |      | Destellada      |      | Haras La Quebrada           | La Rubeta             | Horse racing silks |
| 2009 | Potri Check      |      | Edwin Talaverano             |      | Potrillón          |      | Check Request   |      | Haras Firmamento            | Firmamento            | Horse racing silks |
| 2008 | Princesa Carina  |      | Jorge Ricardo                |      | Know Heights       |      | Heavenly Dancer |      | Haras T.N.T.                | Stud T.N.T.           | Horse racing silks |
| 2007 | Arriba Baby      |      | Juan Carlos Noriega          |      | Roy                |      | Allstar Baby    |      | Haras Vacación              | La Esperanza          | Horse racing silks |
| 2006 | Beauty Roy       |      | Pablo Falero                 |      | Roy                |      | Bellezza        |      | Haras Vacación              | Vacación              | Horse racing silks |
| 2005 | Beauty Roy       |      | Pablo Falero                 |      | Roy                |      | Bellezza        |      | Haras Vacación              | Vacación              | Horse racing silks |
| 2004 | Artemisa         |      | Julio César Méndez           |      | Mutakddim          |      | Grammar         |      | Juan José Caligiuri         | Tres Jotas            | Horse racing silks |
| 2003 | Cumbrecita       |      | Juan Carlos Noriega          |      | Luhuk              |      | Calderona       |      | Haras La Quebrada           | El Peje               | Horse racing silks |
| 2002 | Hopetown         |      | Jacinto Herrera              |      | Southern Halo      |      | Hopeful         |      | Haras La Quebrada           | La Quebrada           | Horse racing silks |
| 2001 | New Real Deal    |      | Rubén Laitán                 |      | Roy                |      | Newhall Road    |      | Phillips Racing Partnership | La Providencia        | Horse racing silks |
| 2000 | Taboo            |      | Horacio Betansos             |      | Ringaro            |      | Tall Cotton     |      | Haras Santa María de Araras | Santa María de Araras | Horse racing silks |
| 1999 | Warllon          |      | Jacinto Herrera              |      | Potrillón          |      | Warlock         |      | Haras La Madrugada          | Tori                  | Horse racing silks |
| 1998 | Lignify          |      | Horacio Karamanos            |      | Confidential Talk  |      | Licitada        |      | Haras Vacación              | Vacación              | Horse racing silks |
| 1997 | Blue Baby Blue   |      | Jorge Valdivieso             |      | Forever Sparkle    |      | Blue Ridge Gal  |      | Haras Santa María de Araras | Santa María de Araras | Horse racing silks |
| 1996 | Syzygy           |      | Oscar Conti                  |      | Big Play           |      | Adja            |      | Haras Comalal               | Comalal               | Horse racing silks |
| 1995 | Lady Ling        |      | Pablo Falero                 |      | Egg Toss           |      | La Taquilla     |      | San Maluc S.A.              | Moacir                | Horse racing silks |